# Cyclocheilichthys janthochir
Cyclocheilichthys janthochir är en fiskart som först beskrevs 1853 av den nederländske iktyologen Pieter Bleeker. Den ingår i släktet Cyclocheilichthys och familjen karpfiskar. Inga underarter finns listade i Catalogue of Life.